# Mario Guilloti
Mario Omar Guilloti González (ur. 20 maja 1946 w Chacabuco, zm. 25 sierpnia 2021 w Avellanedzie) – argentyński bokser kategorii lekkopółśredniej, brązowy medalista igrzysk olimpijskich w Meksyku oraz srebrny medalista igrzysk panamerykańskich w Winnipeg.